# Gakuya Horii
Gakuya Horii (堀井 岳也?, Horii Gakuya; Prefettura di Yamanashi, 3 luglio 1975) è un ex calciatore giapponese, di ruolo attaccante.